# Калінін (Тюльганський район)
Калі́нін (рос. Калинин) — хутір у складі Тюльганського району Оренбурзької області, Росія.
Стара назва — Калінінський.

## Населення
Населення — 100 осіб (2010; 145 у 2002).
Національний склад (станом на 2002 рік):
- росіяни — 57 %